# Stanisław Zięba (trener)
Stanisław Zięba (ur. 4 kwietnia 1928 w Zakopanem, zm. 16 sierpnia 2010 tamże) – polski trener, współtwórca polskiego biathlonu.
Był zawodowym wojskowym, zawodnikiem, trenerem i działaczem WKS Zakopane. W latach pięćdziesiątych uprawiał narciarstwo i biegi patrolowe. Zdobył mistrzostwo Polski w biegu na 50 km (1954) oraz dwa srebrne medale – na 50 km (1955) i w sztafecie 4 x 10 km (1955). W 1957 powierzono mu zorganizowanie i szkolenie polskiej kadry biathlonowej, która miała wystartować na I mistrzostwach świata w 1958 w Saalfelden. Wystąpił na tych zawodach w podwójnej roli – jako trener i zawodnik. Indywidualnie zajął 15. miejsce, reprezentacja Polski zdobyła czwarte miejsce.
Następnie nieprzerwanie do 1980 był trenerem reprezentacji Polski w biathlonie. Przygotował ją do startów na czterech kolejnych igrzyskach olimpijskich (1964, 1968, 1972, 1976) oraz czternastu mistrzostwach świata. Jego podopieczni zdobyli sześć medali mistrzostw świata seniorów, w tym dwa srebra indywidualnie (Józef Gąsienica-Sobczak w 1966 i Stanisław Szczepaniak w 1967 – obaj w biegu na 20 km), brązowy medal drużynowo (1965), srebro w sztafecie 4 x 7,5 km (1966) oraz dwa brązowe medale w tej sztafecie (1971 i 1975). Poza wymienionym do jego najwybitniejszych zawodników należeli Stanisław Łukaszczyk, Józef Rubiś, Andrzej Rapacz, Jan Szpunar.
Służbę wojskową zakończył w stopniu podpułkownika. Był odznaczony Złotym Krzyżem Zasługi i Krzyżem Kawalerskim Orderu Odrodzenia Polski.